# Jan Kapr
Jan Kapr (Praga, 12 de març, 1914 – Praga, 29 d'abril, 1988), va ser un compositor, director musical, publicista i professor txec.

## Biografia
Es va dedicar a la música des de la seva infantesa, des dels 16 anys, quan va patir una greu lesió, es va dedicar quasi exclusivament a la música. Després d'estudiar al Conservatori de Praga els anys 1933–1938 (estudis bàsics) i 1938–1940 (cursos de màster), va treballar durant 7 anys com a director musical a la Ràdio Txecoslovaca, després durant 2 anys com a redactor en cap de l'editorial Orbis. En aquesta època, era un destacat compositor i un protegit membre del Partit Comunista.
L'any 1948 va ser membre de la comissió d'acció del partit, que valorava l'adequació ideològica de la interpretació de determinades composicions. El 1951, va rebre el Premi Stalin de segon grau per la música del documental de propaganda New Czechoslovakia dirigit per Vladimír Vlček. Dos anys més tard, el president Antonín Zápotocký li va concedir el Premi Estatal de segon grau "pel seu ric treball en el camp de les cançons constructives des de 1952". En el seu cinquantè aniversari (1964), el merescut artista va rebre un títol honorífic per "assoliments significatius en el treball de cambra i simfònic". Entre els anys 1961 i 1972 va ensenyar composició a l'Acadèmia Janáček d'Arts Escèniques de Brno (estudiants com František Gregor Emmert, Milan Slavický). Com a publicista, va editar la revista "Hudební rozhledy" des de 1949. A la dècada de 1960, va canviar significativament el seu estil compositiu: es va inspirar en les tendències i corrents compositius de l'anomenada Música Nova, i en el seu treball posterior els va sintetitzar d'una manera única. Va escriure l'obra teòrica musical de Konstanty.
Després de 1968, va prendre una posició negativa cap a l'ocupació soviètica de Txecoslovàquia, en protesta contra l'ocupació de les tropes del Pacte de Varsòvia va retornar el Premi Stalin i la legitimitat del Partit Comunista. Aleshores no es van mostrar les seves obres i, com a conseqüència de la normalització a principis dels anys setanta, ja no va poder ensenyar. Es va jubilar per discapacitat el 1970 i es va jubilar. Després de la creació de l'anomenada Anticharty (1977), Rudé právo va afirmar que el distingit artista Jan Kapr també hi va afegir la seva signatura. El 1981, va ser admès a la Unió de Compositors i Concertistes Txecs.